# 格奥尔格·威廉·帕布斯特

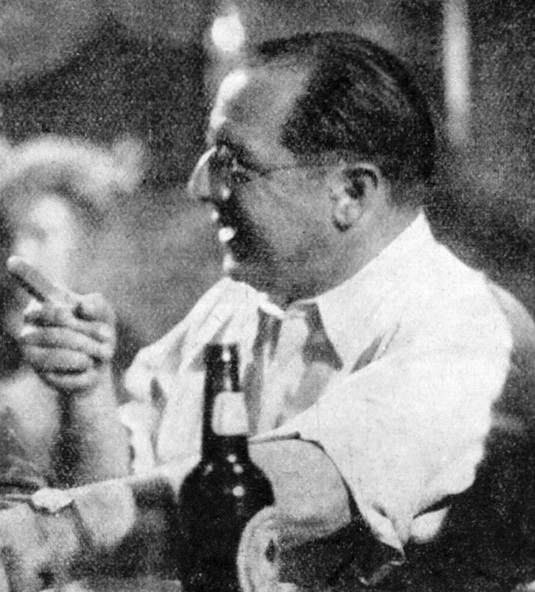
Georg Wilhelm Pabst

格奥尔格·威廉·帕布斯特（1885年8月25日—1967年5月29日），电影导演。1885年生于今天捷克境内的奥匈帝国，1967年卒于奥地利维也纳。他是魏瑪共和國時期最具影響力的德語導演之一。

## 主要作品

### 德国
- 1925	悲伤的街道	Freudlose Gasse, Die
- 1927	珍妮情史	Liebe der Jeanne Ney, Die
- 1929	弃妇日记	Tagebuch einer Verlorenen, Das
- 1929	潘多拉的魔盒（英语：Pandora's Box (1929 film)）	Büchse der Pandora, Die
- 1930	1918年的西线	Westfront 1918
- 1931	三文钱的歌剧	3groschenoper, Die
- 1931	同志之谊	Kameradschaft（德国）/Tragédie de la mine (la)（法国）
- 1932	亚特兰蒂斯	Herrin von Atlantis, Die

### 法国
- 1934	堂吉珂德	Don Quichotte（法国）/Adventures of Don Quixote（英国）

### 奥地利
- 1948	审判	Prozeß, Der

### 西德
- 1955	希特勒的末日	Letzte Akt, Der